# Hans Peter Luhn
 (avril 2011).
Améliorez-le ou discutez des points à vérifier. 
Hans Peter Luhn (1er juillet 1896 à Wuppertal – 19 août 1964) est un informaticien allemand qui a travaillé pour la société IBM. On lui doit entre autres la Formule de Luhn, l'algorithme d'indexation de Luhn et la méthode de concordance index KWIC (Key Words In Context). Il a déposé plus de 80 brevets. Ses travaux ont considérablement apporté aux professionnels de la documentation à tel point qu'on le considère comme l'un des pères fondateurs de l'informatique documentaire.

## Biographie
Hans Peter Luhn est né à Barmen, Allemagne (qui fait maintenant partie du Wuppertal) le 1er juillet 1896. Après avoir terminé ses études secondaires, Luhn s'installe en Suisse pour apprendre le métier d'imprimeur pour rejoindre l'entreprise familiale. Sa carrière dans l'imprimerie a été interrompue par son service dans l'armée allemande pendant la  Première Guerre mondiale en tant que responsable de la communication. Après la guerre, Luhn travailla dans le domaine du textile, ce qui l'a finalement mené aux États-Unis, où il a inventé le Lunometer, une jauge qui est encore sur le marché. De la fin des années 1920 aux années 1940, période durant laquelle il a déposé des brevets pour une large gamme d'inventions, Luhn a travaillé dans le textile et comme ingénieur-conseil indépendant. Il a rejoint la société IBM comme ingénieur de recherche senior en 1941, et il est rapidement devenu directeur de la division de la recherche d'information (IR). 
Son introduction au domaine de la science de l'information remonte à 1947. Il lui a été demandé de travailler sur un problème, soumis à IBM par James Perry et Malcolm Dyson, et qui impliquait la recherche de composés chimiques enregistrés sous forme codée. Il a apporté une solution à ces problèmes à l'aide de cartes perforées, mais pour surmonter les limites des machines disponibles il proposa de nouvelles façons de les utiliser. À l'aube de l'ère de l'informatique, dans les années 1950, le logiciel est devenu le moyen de surmonter les limitations inhérentes aux anciennes machines à cartes perforées.
Luhn passa de plus en plus de temps à chercher à résoudre les problèmes de recherche d'information et de stockage rencontrées par les bibliothèques et les centres de documentation, et fut pionnier de l'utilisation du matériel informatique pour résoudre ces problèmes. « Luhn a été le premier, ou parmi les premiers, à travailler un grand nombre des techniques de base aujourd'hui monnaie courante en science de l'information. » Ces techniques comprenaient la transformation de texte intégral, les codes de hashage, l'index KWIC (Key Word in Context Indexation) (voir aussi Herbert Marvin Ohlman) ; l'auto-indexation, les résumés automatiques et le concept de diffusion sélective de l'information (SDI).
Deux des plus grandes réussites de Luhn sont l'idée d'un système de SDI et de la méthode KWIC en indexation. Aujourd'hui, les systèmes SDI doivent beaucoup à un article de 1958 écrit par Luhn, « A Business Intelligence System » qui décrit une « méthode automatique pour fournir des services d'alerte pour les scientifiques et les ingénieurs » ayant besoin d'aide pour faire face à la forte croissance de l'après-guerre de la littérature scientifique et technique. Luhn a apparemment inventé dans cet article le terme de « Business Intelligence » (BI), qui se traduit en français par informatique décisionnelle.